# 乍浦炮台
乍浦炮台位于浙江省嘉兴市平湖市乍浦镇。1989年12月12日列入浙江省文物保护单位，2013年5月列入第七批全国重点文物保护单位。

## 保存现状
现存南湾炮台和天妃宫炮台。
- 南湾炮台

位于乍浦镇东南1公里的灯光山和西常山之岙，光绪二十二年（1896年）建造。炮台坐北朝南，面向大海。现存东南向炮台2座，炮台间置后膛铁炮一尊，并附有炮座、炮架和机械传动装置，炮身铸有“江南制造总局光绪戊子年造”铭文及团龙纹饰。
- 天妃宫炮台

位于乍浦镇海塘街南端，建于清雍正七年（1729年），后屡毁屡建。炮台坐北朝南，现存炮台一组四间，呈扇形南北排列，铁炮三尊，附炮架和机械传动装置，炮身铸有“江南制造总局光绪甲申年造”铭文及团龙纹饰。炮台在第一次鸦片战争中为抗击英军入侵发挥过作用。